# 熱爾傑利
49°53′56″N 28°58′12″E / 49.89889°N 28.97000°E
熱爾傑利（烏克蘭語：Жерделі），是烏克蘭北部的村莊，隸屬日托米爾州的別爾季切夫區。該村處於圭瓦河畔，始建於1847年，面積3平方公里，海拔高度234米，2001年人口99，人口密度每平方公里33人。